# گوهار مورادیان
گوهار سارگسی مورادیان (ارمنی: Գոհար Սարգսի Մուրադյան؛ انگلیسی: Gohar Muradyan زادهٔ ۲۸ اکتبر ۱۹۵۷) مترجم و لغت‌شناس اهل ارمنستان است. پژوهشگر ارشد در موسسه نسخه‌های خطی باستانی در ایروان ارمنستان و رئیس دپارتمان مطالعه و ترجمه متون باستانی می‌باشد.

## زندگی‌نامه
وی در ۲۸ اکتبر ۱۹۵۷ در ایروان به دنیا آمد و از دانشگاه دولتی سن پترزبورگ فارغ‌التحصیل شد. 